# Горње Загорје
Горње Загорје је насељено место у саставу града Огулина у Карловачкој жупанији, Република Хрватска.

## Историја
До територијалне реорганизације у Хрватској налазило се у саставу старе општине Огулин.

## Становништво
На попису становништва 2011. године, Горње Загорје је имало 297 становника.

## Попис1991.
На попису становништва 1991. године, насељено место Горње Загорје је имало 415 становника, следећег националног састава:
| Попис 1991.‍  | Попис 1991.‍  | Попис 1991.‍ | Попис 1991.‍ | Попис 1991.‍ |
| ------------ | ------------ | ----------- | ----------- | ----------- |
|              |              |             |             |             |
| Хрвати       | Хрвати       |             | 391         | 94,21%      |
| Срби         | Срби         |             | 5           | 1,20%       |
| Муслимани    | Муслимани    |             | 1           | 0,24%       |
| неопредељени | неопредељени |             | 3           | 0,72%       |
| непознато    | непознато    |             | 15          | 3,61%       |
| укупно: 415  |              |             |             |             |